# كرم عليشيك
كرم عليشيك (بالتركية: Kerem Alışık)‏ هو ممثل ومذيع تركي ولد في يوم 5 يونيو 1960 في مدينة إسطنبول. هو ابن كل من صدري عليشيك وجولبان إلهان. اشتهر بتمثيله في مسلسل أحببته كثيرا في سنة 2013 حيث مثل دور فطين رشدي زورلو ومسلسل حب أعمى في سنة 2016 ومسلسل كان يا مكان في تشكوروفا في سنة 2018.